# Temirzan Erzanov

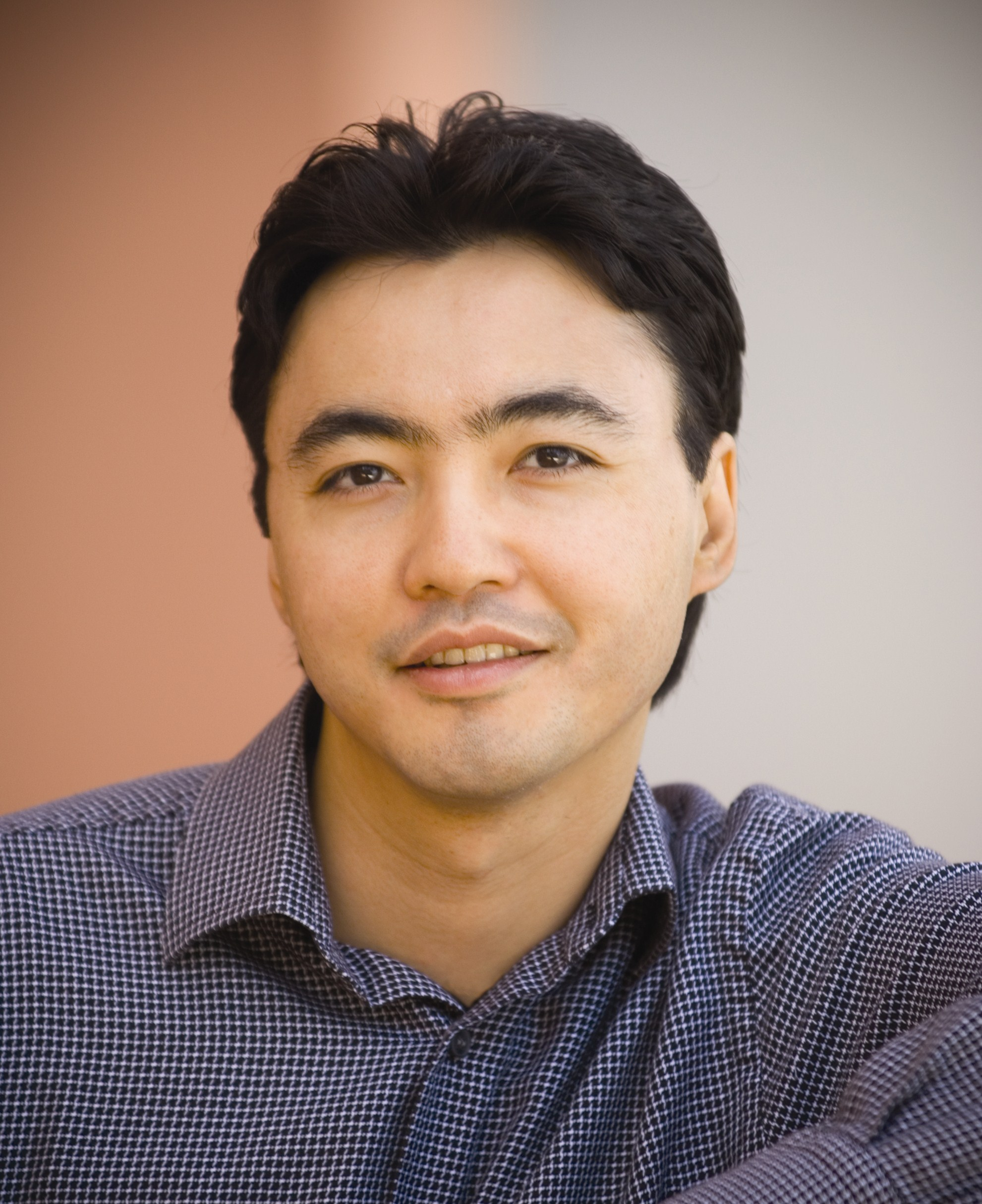
Temirzan Erzanov im Jahr 2005

Temirzan Erzanov (auch: Temirzhan Yerzhanov; * 1969 in Alma-Ata) ist ein kasachischer klassischer Pianist und Dirigent. Er gewann 1993 den Internationalen Robert-Schumann-Wettbewerb für Klavier in Zwickau.

## Leben und Werk
Erzanov war Schüler des aserbaidschanischen Klavierpädagogen Siyavuş Hacıyev. Er absolvierte das Moskauer Konservatorium unter der Leitung von Professor Michail Woskressenski. Später studierte er Dirigieren bei dem lettisch-amerikanischen Dirigenten Imants Kociņš. Nach einer Lehrtätigkeit an der Moskauer Musikschule wurde er 1997 Dozent am Moskauer Konservatorium. 2002 siedelte er in die Vereinigten Staaten um. Nach dem zwischenzeitlichen Wohnort London (von 2009 bis 2011) ist Erzanov heute wieder in der San Francisco Bay Area zu Hause.
Temirzhan Yerzhanov startete seine Karriere mit dem ersten Preis und der Goldmedaille beim Internationalen Robert Schumann Klavierwettbewerb in Zwickau. Er hat ausgedehnte Tourneen in Europa, Großbritannien, Russland, China und Indien unternommen. Er trat unter anderem in der London Wigmore Hall, im Berliner Konzerthaus, im Gewandhaus Leipzig, im Moskauer Tschaikowsky Konservatorium, in der Dresdner Sempergalerie, in der Pariser Salle Gaveau, in der New Yorker Weill Recital Hall und in der Merkin Concert Hall sowie mit den Moskauer und den Sankt Petersburger Philharmonikern auf.
Im Jahr 2007 erhielt er von San Francisco Classical Voice die Auszeichnung Best Performance. In seinem Heimatland Kasachstan erhielt er die höchste Musikauszeichnung Verdienter Arbeiter Kasachstans (Yenbek Sinirgen Qairatkeri). Erzanov hat sich zu einem internationalen Musikpädagogen entwickelt. Er leitet das Jugendorchester Gradus ad Parnassum.
Temirzan Erzanov ist mit der Pianistin Klara Frei verheiratet, mit der er häufig Klavierduokonzerte gibt.